# Нижняя Бития
Нижняя Бития — деревня в Саргатском районе Омской области. Входит в состав Увалобитиинского сельского поселения.

## История
В 1928 г. состояла из 120 хозяйств, основное население — русские. В составе Увалобитиинского сельсовета Саргатского района Омского округа Сибирского края.

## Население
| 1926 | 2010 |
| ---- | ---- |
| 627  | ↘52  |